# Нільс Шуманн
Нільс Шуманн (нім. Nils Schumann; нар. 20 травня 1978, Бад-Франкенгаузен, НДР) — німецький легкоатлет, що спеціалізується на бігу на середні дистанції, олімпійський чемпіон 2000 року, чемпіон Європи.

## Кар'єра
| Рік                   | Змагання                       | Місто                 | Місце                 | Дисципліна            | Примітки              |
| Представник Німеччина | Представник Німеччина          | Представник Німеччина | Представник Німеччина | Представник Німеччина | Представник Німеччина |
| --------------------- | ------------------------------ | --------------------- | --------------------- | --------------------- | --------------------- |
| 1996                  | Чемпіонат світу серед юніорів  | Сідней, Австралія     | 5                     | 800 метрів            | 1:49.44               |
| 1997                  | Чемпіонат Європи серед юніорів | Любляна, Словенія     | 1                     | 800 метрів            | 1:51.00               |
| 1998                  | Чемпіонат Європи в приміщенні  | Валенсія, Іспанія     | 1                     | 800 метрів            | 1:47.02               |
| 1998                  | Чемпіонат Європи               | Будапешт, Угорщина    | 1                     | 800 метрів            | 1:44.89               |
| 1999                  | Чемпіонат Європи серед молоді  | Гетеборг, Швеція      | 1                     | 800 метрів            | 1:45.21               |
| 1999                  | Чемпіонат Європи серед молоді  | Гетеборг, Швеція      | 1                     | естафета 4×400 метрів | 3:02.96               |
| 1999                  | Чемпіонат світу                | Севілья, Іспанія      | 8                     | 1500 метрів           | 1:46.79               |
| 2000                  | Чемпіонат Європи в приміщенні  | Гент, Бельгія         | 2                     | 800 метрів            | 1:48.41               |
| 2000                  | Олімпійські ігри               | Сідней, Австралія     | 1                     | 800 метрів            | 1:45.08               |
| 2001                  | Чемпіонат світу                | Едмонтон, Канада      | 5                     | 800 метрів            | 1:45.00               |
| 2002                  | Чемпіонат Європи               | Мюнхен, Німеччина     | 3                     | 800 метрів            | 1:47.60               |